# Raheem Wilson
Raheem Wilson (DeSoto, 30 ottobre 1993) è un giocatore di football americano statunitense, che gioca come defensive back per gli Stuttgart Surge.
Dopo aver giocato per la squadra universitaria statunitense dei Southeastern Oklahoma State Savage Storm, si trasferisce nel campionato tedesco agli Schwäbisch Hall Unicorns. Nel 2019 passa ai canadesi Calgary Stampeders e nel corso della stagione 2022 ai Montreal Alouettes. Dal 2024 gioca in ELF con gli Stuttgart Surge.

## Palmarès
- 1 Grey Cup (Montreal Alouettes, 2023)
- 2 German Bowl (Schwäbisch Hall Unicorns, 2017, 2018)